# Sigurd Snåre
Matz Sigurd Snåre, född 19 mars 1897 i Kronoby, död 6 augusti 1996 i Karis, var en finländsk musikpedagog och kompositör. 
Snåre utexaminerades 1923 från Helsingfors konservatorium och var 1923–1930 sång- och musikinstruktör vid Västnyländska ungdomsringen. Som musiklärare och -lektor vid Ekenäs seminarium 1930–1967, som kördirigent och som tonsättare intog han därefter en central position inom det finlandssvenska musiklivet. Under många decennier har sånger av Snåre förekommit på programmet vid de stora finlandssvenska sångfesterna, och även vid de lokala sångfesterna har hans alster i regel varit representerade. Förutom kompositioner och arrangemang för kör a cappella skrev Snåre bland annat kantater, solosånger och verk för stråkorkester.